# Pariser Frieden 1796
Als Pariser Frieden im Jahr 1796 sind die während des ersten Koalitionskrieges in Paris unterzeichneten separaten Friedensschlüsse bekannt.

## Herzogtum Württemberg
1796 drangen die Franzosen unter Jean-Victor Moreau in Württemberg ein. Herzog Friedrich Eugen schloss nach österreichischen Niederlagen am 17. Juli den Waffenstillstand von Baden. Darin verpflichtete er sich, seine Truppen vom Reichsheer zurückzuziehen und eine Kontribution von 4 Millionen Gulden zu bezahlen. Im Frieden von Paris trat er am 7. August darüber hinaus Mömpelgard gegen das Versprechen späterer Entschädigung an Frankreich ab.
Weitere Regelungen in diesem Vertrag waren:
- vollkommene Neutralität, selbst wenn Württemberg als Mitglied des Reichs zur Hilfeleistung aufgefordert werde
- Verbannung aller französischen Auswanderer aus dem Lande
- gegenseitige Aufhebung aller feindlichen Maßregeln
- freies Durchzugsrecht für Frankreichs Heere
- Mitwirken Württembergs bei der völligen Abtretung des linken Rheinufers und Aufhebung des Lehensverbandes von Italien mit dem Reiche
- Zahlen einer Kriegssteuer von 8 Millionen Franken
- Naturallieferungen nach weiterer Bestimmung

Die Regelung, dass Württemberg für die Überlassung Mömpelgards durch mehrere geistliche Gebiete in Schwaben entschädigt werden solle, wurde zunächst als geheime Vereinbarung geschlossen.
Friedrich Eugens ältester Sohn und Nachfolger, Herzog Friedrich II., wollte diese Lasten nicht anerkennen und nahm gegen den Willen der Stände am Krieg der zweiten Koalition gegen Frankreich teil. Im Jahr 1800 wurde das Land von Moreau erneut besetzt und gebrandschatzt. Der Vertrag von Paris (1802) bestätigte nicht nur die frühere Abrede, sondern führte zum endgültigen Verlust aller linksrheinischen württembergischen Besitzungen.

## Markgrafschaft Baden
Beim Einmarsch in den Südwesten Deutschlands wurde von Moreau auch die Markgrafschaft Baden nicht ausgeklammert. Am 6. Juli 1796 floh daher Markgraf Karl Friedrich außer Landes nach Ansbach. In Stuttgart wurde am 25. Juli ein Waffenstillstand ausgehandelt. Sein Bevollmächtigter, Freiherr Sigismund von Reitzenstein, schloss einen separaten Friedensvertrag mit Frankreich am 25. August in der französischen Hauptstadt. Baden wurde die Abtretung seiner Besitzungen auf dem linken Rheinufer und der Festung Kehl, eine Kontribution von 2 Millionen Franken und sehr hohe Lieferungen auferlegt Weiter sollte unter anderem Markgraf Karl Friedrich von Baden seine Stellung als Reichsfürst aufgeben und sich zur Neutralität verpflichten. Ferner wurde die Säkularisation der Klöster und die Abtretung des Leinpfads auf dem rechten Rheinufer an Frankreich bestimmt.
Weil am 2. September österreichische Truppen in Baden einmarschierten, lehnte Markgraf Karl Friedrich von Baden die Ratifizierung des Separatfriedens ab. Am 15. Dezember 1797 wurde am Rande des Rastatter Kongresses einige Monate später dann der Vertrag auf der ursprünglichen Basis geschlossen.